# Greg Duplantis
Greg Duplantis (ur. 22 stycznia 1962) – amerykański lekkoatleta, który specjalizował się w skoku o tyczce. 
W 1980 reprezentował USA podczas panamerykańskich mistrzostw juniorów. Brązowy medalista mistrzostw Stanów Zjednoczonych w 1990 roku.
Jego żoną jest Helena Duplantis, była szwedzka lekkoatletka. Ich synowie Andreas (ur. 1993) oraz Armand (ur. 1999) reprezentują Szwecję i także uprawiają skok o tyczce, a ten drugi jest od 2024 roku absolutnym rekordzistą świata w tej konkurencji.
Rekord życiowy: 5,80 (1 lipca 1993, Århus). 

## Osiągnięcia
| Rok  | Impreza                              | Miejsce         | Pozycja | Wynik |
| ---- | ------------------------------------ | --------------- | ------- | ----- |
| 1980 | mistrzostwa panamerykańskie juniorów | Greater Sudbury | –       | NH    |

1. ↑  NH = ang. no-height, termin oznaczający, że zawodnik nie pokonał żadnej wysokości.